# 1853 dans le catholicisme
Chronologie du catholicisme
- 1849
- 1850
- 1851
- 1852
- 1853
- 1854
- 1855
- 1856
- 1857

Cet article présente les faits marquants de l'année 1853 dans le catholicisme.

## Évènements
- 4 mars : Restauration de la hiérarchie catholique aux Pays-Bas avec érection de l'archidiocèse d'Utrecht et de quatre diocèses suffragants (Haarlem, Bois-le-Duc, Breda et Ruremonde) par la lettre apostolique Ex qua die arcano de Pie IX.
- 7 mars : Création de 8 cardinaux par Pie IX.
- 19 décembre : Création de 2 cardinaux par Pie IX, dont Vincenzo Gioacchino Pecci, futur pape Léon XIII.

## Décès
- 23 mai : Jean-Hérard Janssens, prêtre, historien et écrivain belge (° 7 décembre 1783)